# Травень 2006
Травень 2006 — п'ятий місяць 2006 року, що розпочався у понеділок 1 травня та закінчився у середу 31 травня.

## Події
- 2 травня — фіналі кубка України з футболу київське «Динамо» перемогло запорізький «Металург».
- 5 травня - сходження на вершину Еклізі-Бурун групи туристів профкому Східний ГЗК
- 10 травня:
  - У США на АЕС від опромінення постраждали понад 100 робітників.
  - У фіналі Кубка УЄФА іспанська «Севілья» обіграла англійський «Мідлсбро».
- 14 травня — після перемоги на президентських виборах у Гаїті Рене Преваля, тимчасовий президент Боніфас Александр пішов у відставку.
- 17 травня — у фіналі Ліги чемпіонів УЄФА іспанська «Барселона» перемогла англійський «Арсенал».
- 20 травня — на пісенному конкурсі Євробачення переможцем став гурт Лорді з Фінляндії.